# کلاغ تامالیپاس
کلاغ تامالیپاس(نام علمی: Corvus imparatus) نام یک گونه از سرده کلاغ است.